# Dimitrie Cuclin

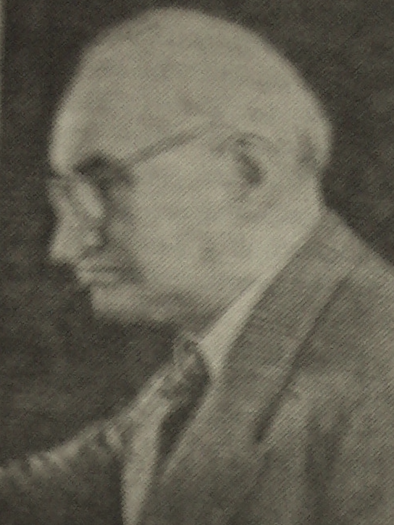
Dimitrie Cuclin (1885–1978)

Dimitrie Cuclin (* 24. Märzjul. / 5. April 1885greg. in Galați; † 7. Februar 1978 in Bukarest) war ein rumänischer Komponist.
Cuclin studierte Komposition am Konservatorium von Bukarest bei Alfonso Castaldi sowie in Paris bei Charles-Marie Widor und Vincent d’Indy. Ab 1918 unterrichtete er selbst am Konservatorium Bukarest, von 1919 bis 1922 als Professor. Von 1922 bis 1930 wirkte er als Violindozent in New York City. 1930 kehrte er zurück nach Bukarest und lehrte am Konservatorium bis 1948 als Professor für Komposition, Harmonielehre und Kontrapunkt. Mit seinen philosophischen und musikästhetischen Schriften in der Tradition des Idealismus geriet er in Konflikt mit dem kommunistischen Regime und wurde 1950 bis 1952 zur Zwangsarbeit am Donau-Schwarzmeer-Kanal verurteilt.
Er komponierte sechs Opern, zwanzig Sinfonien (1910–1972), vokalsinfonische Werke, Orchester-, Chor-, Kammer-, Klavier-, Violinmusik und Lieder.

## Werke (Auswahl)
- Soria, Madrigal-Oper, 1911
- Ad majorem feminae gloriam, tragisches Schauspiel, 1915
- Traian și Dochia, dramatisches Poem, 1921
- Agamemnon, tragisches Schauspiel nach Aischylos, 1921
- Bellérofon, musikalische Tragödie, 1925
- Meleagridele, musikalische Tragödie, 1958
- Tragedie în pădure, Ballett, 1962